# سلعة خاصة

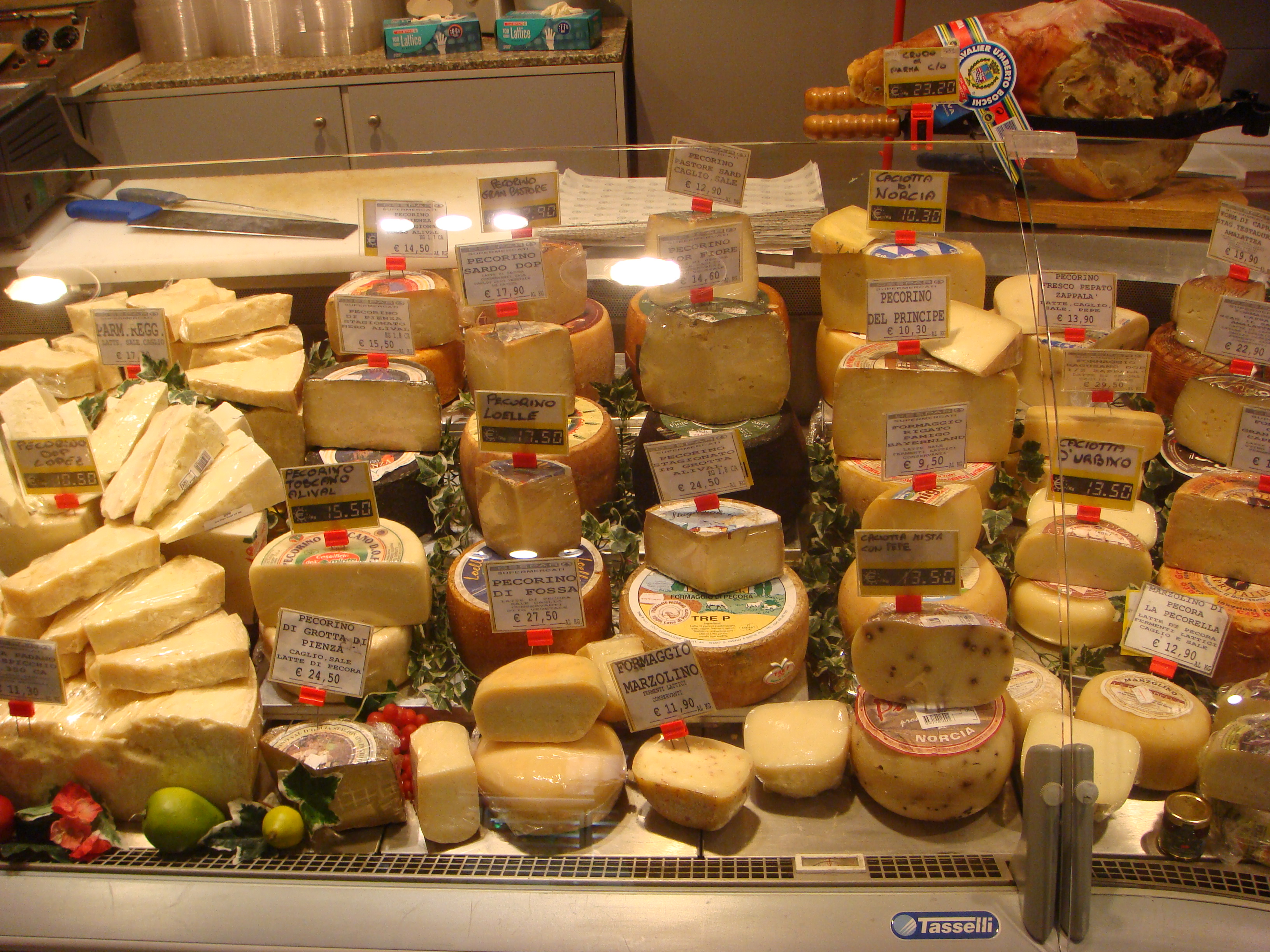
هذه الأجبان هي سلع خاصة، وبالتالي هي منافسة، حيث يمكن استهلاك قطعة الجبنة الواحدة مرة واحدة فقط. وهي كذلك قابلة للاستبعاد، حيث يمكن للمحل منع شخص ما من استهلاك الجبنة، حيث أنها مملوكة بشكل خاص.

السلعة الخاصة (بالإنجليزية: Private good)‏، هي السلعة المملوكة حصراً لفرد (مؤسسة) واحد والتي لا يمكن استخدامها في نفس الوقت من قبل الآخرين. ويتم تعريفها بالاقتصاد؛ بأنها هي السلعة التي تُمكّن لمالكيها ممارسة حقوق الملكية الخاصة، ومنع أولئك الذين لم يدفعوا مقابلها من استخدام السلعة أو استهلاك فوائدها.
على عكس السلع العامة مثل الهواء النقي أو الدفاع الوطني، فإن السلع الخاصة أقل عرضة لمشكلة الراكب بالمجان، حيث يستفيد شخص ما من السلعة العامة دون أن يساهم في دفع تكاليفها. ومن المفترض أن يكون هناك تقدير إيجابي لدى الجميع للسلعة الخاصة، ولكن كفاءة الحصول على السلعة تعوقها صفة المنافسة الخاصة بها، حيث أن الاستهلاك المتزامن للسلعة المتنافسة من المستحيل على المستوى النظري. ويصعب الحصول على السلعة بسبب خاصية الاستبعادية، والتي تعني أنه يتعين على الأشخاص دفع مقابل للاستمتاع بفوائدها.
أحد أكثر الطرق الشائعة للنظر إلى السلع في الاقتصاد هو من خلال دراسة مستوى المنافسة في الحصول على سلعة معينة، وإمكانية استبعاد استهلاكها؛ فلا يمكن، على سبيل المثال، منع شخص آخر من الاستمتاع بإطلالة جميلة في حديقة عامة، أو الهواء النقي.

## نماذج من السلع الخاصة
مثال على السلعة الخاصة هو الخبز: فالخبز الذي يستكلك من شخص معين لا يمكن استهلاكه من شخص آخر (منافسة)، ويمكن بسهولة للخباز رفض بيع رغيف الخبز (استبعاد).
لتوضيح خاصية المجموع الأفقي، نفترض وجود شخصين فقط في هذه الحالة الاقتصادية وأن:
الشخص (س) سيشتري:
- 0 رغيف خبز بسعر 4 دولارات
- 1 رغيف خبز بسعر 3 دولارات
- 2 رغيفين خبز بسعر 2 دولارات
- 3 أرغفة خبز بسعر 1 دولار

الشخص (ص) سيشتري:
- 0 رغيف خبز بسعر 6 دولارات
- 1 رغيف خبز بسعر 5 دولارات
- 2 رغيفين خبز بسعر 4 دولارات
- 3 أرغفة خبز بسعر 3 دولارات
- 4 أرغفة خبز بسعر 2 دولارات
- 5 أرغفة خبز بسعر 1 دولار

ونتيجة لذلك، يمكن استنتاج منحنى الطلب الجديد في السوق مع النتائج التالية:

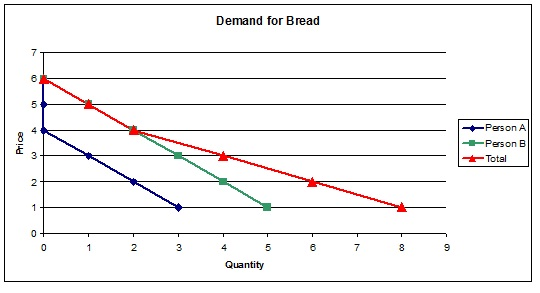
منحنى الطلب الكلي للسلع الخاصة

| السعر حسب رغيف الخبز | أرغفة الخبز | أرغفة الخبز | أرغفة الخبز |
| -------------------- | ----------- | ----------- | ----------- |
|                      | الشخص (س)   | الشخض (ص)   | المجموع     |
| $6                   | 0           | 0           | 0           |
| $5                   | 0           | 1           | 1           |
| $4                   | 0           | 2           | 2           |
| $3                   | 1           | 3           | 4           |
| $2                   | 2           | 4           | 6           |
| $1                   | 3           | 5           | 8           |